# Ministério da Economia (Brasil)
Ministério da Economia (ME) foi o órgão que, na estrutura administrativa do Brasil, cuidava da formulação e execução da política econômica nacional, da administração financeira da União e contabilidade pública, desburocratização, gestão e governo digital, fiscalização e controle do comércio exterior, previdência e negociações econômicas e financeiras com governos, organismos multilaterais e agências governamentais até ser extinto em 1 de janeiro de 2023. Sua autoridade superior era o ministro de Estado da Economia.
Em 30 de outubro de 2018 foi anunciado pelo presidente eleito Jair Bolsonaro para o Ministério da Economia, a ser criado com a fusão dos ministérios da Fazenda, do Planejamento, Desenvolvimento e Gestão e da Indústria, Comércio Exterior e Serviços, o que ocorreu a partir de 1 de janeiro de 2019 através da Medida Provisória 870/2019.
No Governo Lula, foi desmembrado em quatro pastas: Fazenda, Planejamento e Orçamento, Gestão e Inovação dos Serviços Públicos, e Desenvolvimento, Indústria e Comércio Exterior.

## Criação
O ME foi criado em 1 de janeiro de 2019 através através da Medida Provisória 870/2019 do presidente da República Jair Bolsonaro, posteriormente convertida na Lei 13.844/2019, absorvendo as funções e fundindo os seguintes ministérios:
- Ministério da Fazenda
- Ministério do Planejamento, Desenvolvimento e Gestão
- Ministério da Indústria, Comércio Exterior e Serviços
- Ministério do Trabalho

O primeiro escalão do ministério era constituído por sete secretarias especiais: Secretaria Especial da Receita Federal do Brasil; Secretaria Especial do Tesouro e Orçamento; Secretaria Especial de Comércio Exterior e Assuntos Internacionais; Secretaria Especial de Desestatização, Desinvestimento e Mercados; Secretaria Especial de Produtividade e Competitividade;  Secretaria Especial de Desburocratização, Gestão e Governo Digital; e a Procuradoria-Geral da Fazenda Nacional. A pasta também abrigava a Secretaria Especial do Programa de Parceria de Investimentos, transferida da Casa Civil.
Cada uma das Secretarias Especiais contava com pelo menos duas outras secretarias, como é o caso das secretarias do Tesouro Nacional, do Orçamento Federal e de Política Econômica, que passaram a integrar a estrutura da Secretaria Especial de Fazenda, e as secretarias de Previdência e de Trabalho, parte da estrutura da Secretaria Especial de Previdência e Trabalho.

## Estrutura organizacional
Após as alterações ocorridas em 2019 e 2020, o Ministério da Economia passou a ter a seguinte estrutura:
- Gabinete do Ministro da Economia (GME)
- Assessoria Especial (ASSESP)
- Secretaria Executiva (SE)
- Assessoria Especial de Relações Institucionais (ASSERI)
- Assessoria Especial de Assuntos Estratégicos (AEAE)

### Secretarias Especiais
- Secretaria Especial da Receita Federal do Brasil (RFB)[14]
  - Subsecretaria-Geral da RFB (SUBGRFB)
- Secretaria Especial do Tesouro e Orçamento
  - Secretaria de Orçamento Federal (SOF)
  - Secretaria do Tesouro Nacional (STN)
  - Secretaria de Política Econômica (SPE)
  - Secretaria de Avaliação, Planejamento, Energia e Loteria (SECAP)
- Secretaria Especial de Previdência e Trabalho (SEPRT)[15]
  - Secretaria de Previdência (SPREV)[16]
  - Secretaria do Trabalho (STRAB)[17]
- Secretaria Especial de Comércio Exterior e Assuntos Internacionais (SECINT)[18]
  - Secretaria-executiva da Câmara de Comércio Exterior (CAMEX)
  - Secretaria de Assuntos Econômicos Internacionais (SAIN)
  - Secretaria de Comércio Exterior (SECEX)
- Secretaria Especial de Desestatização, Desinvestimento e Mercados (SEDDM)
  - Secretaria de Coordenação e Governança das Empresas Estatais (SEST)
  - Secretaria de Coordenação e Governança do Patrimônio da União (SPU)
- Secretaria Especial de Produtividade, Emprego e Competitividade (SEPEC)[19]
  - Secretaria de Desenvolvimento da Infraestrutura (SDI)
  - Secretaria de Desenvolvimento da Indústria, Comércio, Serviços e Inovação (SDIC)
  - Secretaria de Advocacia da Concorrência e Competitividade (SEAE)
  - Secretaria de Políticas Públicas de Emprego (SPPE)
- Secretaria Especial de Desburocratização, Gestão e Governo Digital (SEDGG)
  - Secretaria de Gestão (SEGES)
  - Secretaria de Governo Digital (SGD)
  - Secretaria de Gestão de Desempenho de Pessoal (SGP)
- Secretaria Especial do Programa de Parcerias de Investimentos (SEPPI)[20]
  - Assessoria Especial de Apoio ao Investidor e Novos Projetos (AEN)
  - Secretaria de Parcerias em Energia, Petróleo, Gás e Mineração (SEP)
  - Secretaria de Parcerias em Transportes (STR)
  - Secretaria de Fomento e Apoio a Parcerias de Entes Federativos (SFP)
  - Secretaria de Apoio ao Licenciamento Ambiental e à Desapropriação (SLD)
- Procuradoria Geral da Fazenda Nacional (PGFN)

### Órgãos colegiados
- Conselho Monetário Nacional (CMN)[14]
- Conselho Nacional de Política Fazendária (CONFAZ)
- Conselho de Recursos do Sistema Financeiro Nacional (CRSFN)
- Conselho Nacional de Seguros Privados (CNSP)
- Conselho de Recursos do Sistema Nacional de Seguros Privados, de Previdência Aberta e de Capitalização (CRSNSP)
- Conselho de Controle de Atividades Financeiras (COAF)
- Conselho Administrativo de Recursos Fiscais (CARF)
- Comitê Brasileiro de Nomenclatura (CBN)
- Comitê de Avaliação e Renegociação de Créditos ao Exterior (COMACE)
- Comitê de Coordenação Gerencial das Instituições Financeiras Públicas Federais
- Comitê Gestor do Simples Nacional
- Comitê de Financiamentos e Garantias das Exportações
- Conselho Nacional de Previdência
- Conselho Nacional de Previdência Complementar
- Câmara de Recursos da Previdência Complementar
- Conselho de Recursos da Previdência Social
- Comissão de Financiamentos Externos (COFIEX)
- Comissão Nacional de Cartografia (CONCAR)
- Comissão Nacional de Classificação (CONCLA)
- Conselho Nacional de Fomento e Colaboração (CONFOCO)
- Conselho Nacional de Metrologia, Normalização e Qualidade Industrial (CONMETRO)
- Conselho Nacional das Zonas de Processamento de Exportação (CZPE)
- Conselho Nacional do Trabalho
- Conselho Curador do Fundo de Garantia do Tempo de Serviço
- Conselho Deliberativo do Fundo de Amparo ao Trabalhador (CODEFAT)
- Conselho Nacional de Economia Solidária (CNES)
- Conselho Consultivo do Programa Nacional de Microcrédito Produtivo Orientado
- Fórum Nacional de Microcrédito
- Conselho Diretor do Fundo PIS-Pasep
- Conselho Curador do Fundo de Compensação de Variações Salariais
- Comitê para Gestão da Rede Nacional para a Simplificação do Registro e da Legalização de Empresas e Negócios (CGSIM)
- Câmara de Comércio Exterior (CAMEX)

### Entidades vinculadas

#### Autarquias
- Comissão de Valores Mobiliários (CVM)[14]
- Superintendência de Seguros Privados (SUSEP)
- Banco Central do Brasil (BACEN)
- Instituto Nacional do Seguro Social (INSS)
- Instituto Nacional de Metrologia, Qualidade e Tecnologia (INMETRO)
- Superintendência Nacional de Previdência Complementar (PREVIC)
- Instituto Nacional da Propriedade Industrial (INPI)
- Superintendência da Zona Franca de Manaus (SUFRAMA)

#### Empresas públicas
- Casa da Moeda do Brasil (CMB)[14]
- Caixa Econômica Federal (CEF)
- Banco Nacional de Desenvolvimento Econômico e Social (BNDES)
- Companhia de Entrepostos e Armazéns Gerais de São Paulo (CEAGESP)
- Empresa Gestora de Ativos (EMGEA)
- Empresa de Tecnologia e Informações da Previdência (DATAPREV)
- Serviço Federal de Processamento de Dados (SERPRO)
- Agência Brasileira Gestora de Fundos Garantidores e Garantias S.A. (ABGF)

#### Sociedades de Economia Mista
- Banco do Brasil (BB)[14]
- Banco da Amazônia (BASA)
- Banco do Nordeste (BNB)

#### Fundações
- Fundação Escola Nacional de Administração Pública (ENAP)
- Fundação Instituto Brasileiro de Geografia e Estatística (IBGE)
- Instituto de Pesquisa Econômica Aplicada (IPEA)
- Fundação de Previdência Complementar do Servidor Público Federal do Poder Executivo (FUNPRESP)
- Fundação Jorge Duprat Figueiredo de Segurança e Medicina do Trabalho (FUNDACENTRO)